# Mardom Darreh
Mardom Darreh (persiska: مردم درّه) är en ort i Iran.   Den ligger i provinsen Golestan, i den norra delen av landet, 500 km nordost om huvudstaden Teheran. Mardom Darreh ligger 661 meter över havet och antalet invånare är 108.
Terrängen runt Mardom Darreh är kuperad. Runt Mardom Darreh är det glesbefolkat, med 18 invånare per kvadratkilometer. Närmaste större samhälle är Pūst Darreh, 15,0 km sydost om Mardom Darreh. Omgivningarna runt Mardom Darreh är i huvudsak ett öppet busklandskap.